# 大和優雅
大和 優雅（やまと ゆうや、1975年3月6日 - ）は、日本の映画監督、演出家、脚本家。
宮城県出身。大和A画座、大和A劇隊の主宰者でもある。

## 経歴
宮城県遠田郡涌谷町にある天台宗の寺院、箟峯寺の宿坊に長男として生まれる。1990年、宮城県石巻高等学校入学後、僧侶の道には進まず、落語家か映画監督を志望。
1994年、二松學舍大学文学部比較文学科進学後、同じ涌谷町出身の映画監督、若松孝二の事務所に出入りするようになり、やがてシナリオ作家協会（一般社団法人）主催のシナリオ講座に通い始める。その後、シナリオ講座での担当講師であった脚本家、掛札昌裕および桂千穂に師事する。
1998年、大学卒業後、掛札昌裕の勧めでテレビドラマの助監督を務める。その後、ライター等フリーランス業で生計を立てながら、映画製作に着手。
2010年、自主制作映画『つるしびな』で監督デビュー。同作は当初2011年5月から宮城県内の映画館で一般公開される予定だったが、東日本大震災の影響で一旦上映が白紙に。都内でのチャリティー上映会などを経て、同年11月、一般公開された。また、同年から演劇作品の脚本・演出も手がけ、東日本大震災をテーマとした過激な作風を特徴としている。代表的なものは「大和優雅震災三部作」（『スイヘーリーベ僕の船』、『ホワイトタイガース』、『楽園のヒロインと絆の王子様』）。2014年3月には新中野ワニズホールにおいて、小劇場では異例となる1ヶ月間連続の公演を行った。

## エピソード
- 「優雅」と書いて「ゆうや」と読ませる名前は一見ペンネームとも受け取れる珍しい字面と読みだが、本名である。僧侶である父親の、「どうせ僧名をつけるまでの名前だから派手なものを」という意見から名付けられた。監督修行時代には、デビュー前から派手なペンネームを使うべきでないと周囲から窘められることもあり、本人はこの名前にコンプレックスを持っていた。
- 出身高校である宮城県石巻高等学校は伝統的に自由な校風であり、卒業式には女装など奇抜な服装（現在でいうコスプレ）で出席する者が一部見受けられることが当時一種の風物詩となっていた。大和優雅は自身の卒業の際、箟峯寺の僧服を着て式に臨んだ。

## 主な作品

### 映画
- 2010年『つるしびな』（監督、脚本）
- 2015年『star 〜スター〜』（監督、脚本、プロデュース）

### 演劇

#### 作・演出
- 『最後のラーメン』
- 『スイヘーリーベ僕の船』
- 『彼女のパパ』
- 『ホワイトタイガース』
- 『ロケット』
- 『つるしびな２』
- 『楽園のヒロインと絆の王子様』
- 『彼氏のママ』
- 『私の中のアクトレス』
- 『輝け！東北のスター』
- 『大和監督殺人事件』
- 『最後のラーメン殺人事件』

#### 演出
- 『壜の中のラブソング』
- 『さよならは永遠の元カレ』
- 『東の空に輝く星ひとつ』
- 『缶詰め缶切り』
- 『落窪物語』